# Lokve, Nova Gorica
Lokve este o localitate din comuna Nova Gorica, Slovenia, cu o populație de 122 de locuitori.